# Vieux-Montréal
Pour les articles homonymes, voir Vieux-Montréal (homonymie).
Le Vieux-Montréal est un quartier historique de la ville de Montréal situé dans l'arrondissement de Ville-Marie. La majeure partie du Vieux-Montréal a été déclarée arrondissement historique, en 1964, par le Ministère des Affaires culturelles du Québec.

## Situation
L'arrondissement historique du Vieux-Montréal se situe à l'intérieur d'un périmètre formé principalement par le tracé des anciennes fortifications qui passaient le long de la rue McGill et le faubourg des Récollets à l'ouest, la ruelle des Fortifications au nord, la rue Berri à l'est et la rue de la Commune au sud. À la suite de modifications récentes, l'arrondissement a été légèrement agrandi pour inclure la rue des Sœurs-Grises à l'ouest, la rue Saint-Antoine au nord et la rue Saint-Hubert à l'est. Il inclut aussi le Vieux-Port de Montréal.

## Origines
Le site d'origine de la ville de Montréal, appelée alors Ville-Marie, est précisément connu. Il s'agit de la Pointe-à-Callière où se trouve le musée du même nom, sur une langue de terre au confluent du fleuve Saint-Laurent et de la Petite Rivière (également appelée rivière Saint-Pierre). C'est Paul de Chomedey, sieur de Maisonneuve qui y fonde la ville en 1642 au nom de la Société Notre-Dame de Montréal pour la conversion des sauvages en Nouvelle-France, société créée par les sulpiciens Jean-Jacques Olier et Jérôme Le Royer, sieur de La Dauversière. On y construit le premier fort en 1643. Cette société acquiert la seigneurie de l’île de Montréal et fit venir les premiers colons afin de loger, nourrir, éduquer et soigner les Amérindiens. À cause des inondations, on devra traverser de l'autre côté de la Petite Rivière, sur la rive nord. Ce sont les Sœurs hospitalières de Montréal, sous direction de Jeanne Mance qui y construiront et administreront le premier hôpital de Montréal, l'Hôtel-Dieu de Montréal terminé en 1645.

## Régime français

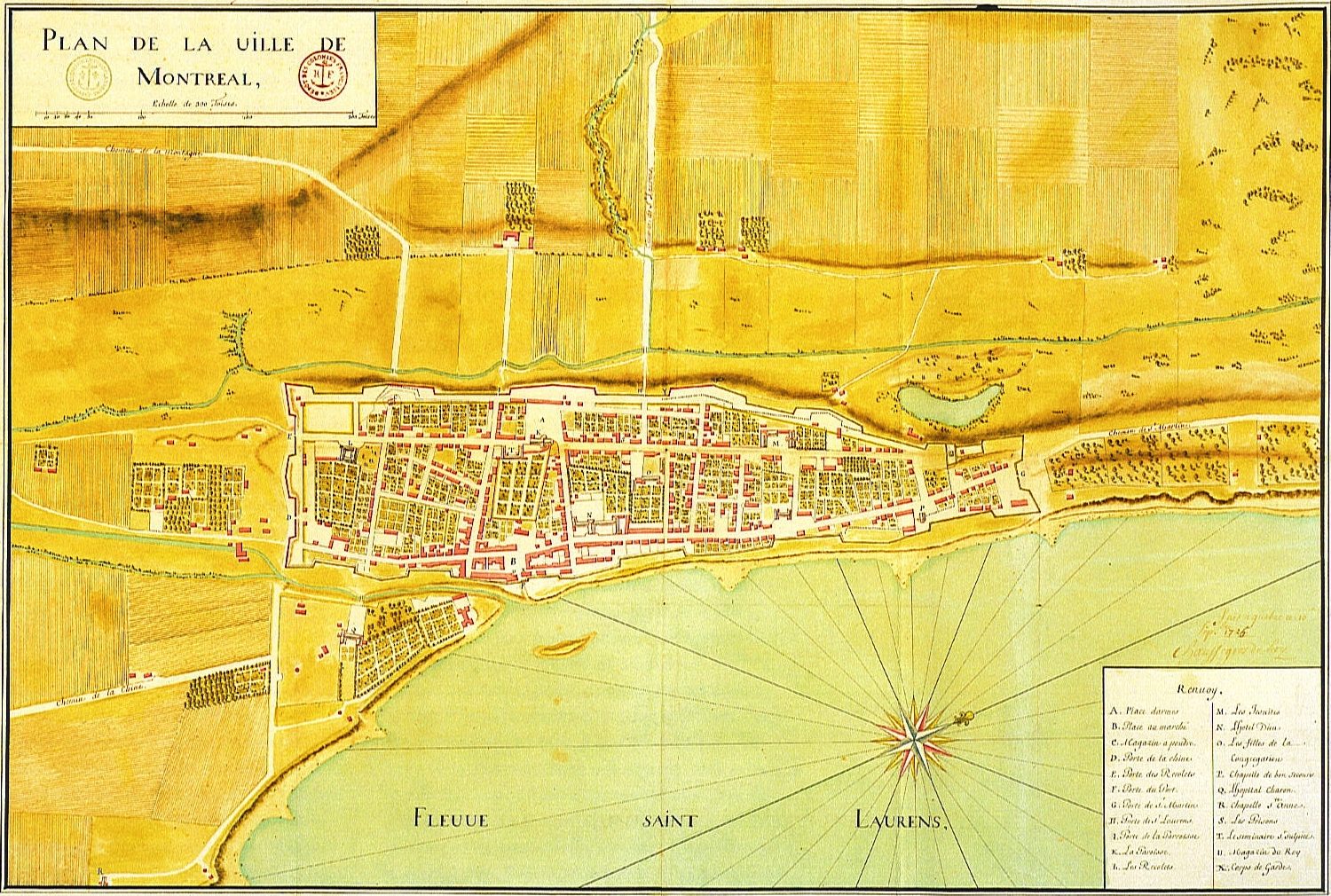
Montréal, ville fortifiée, en 1725

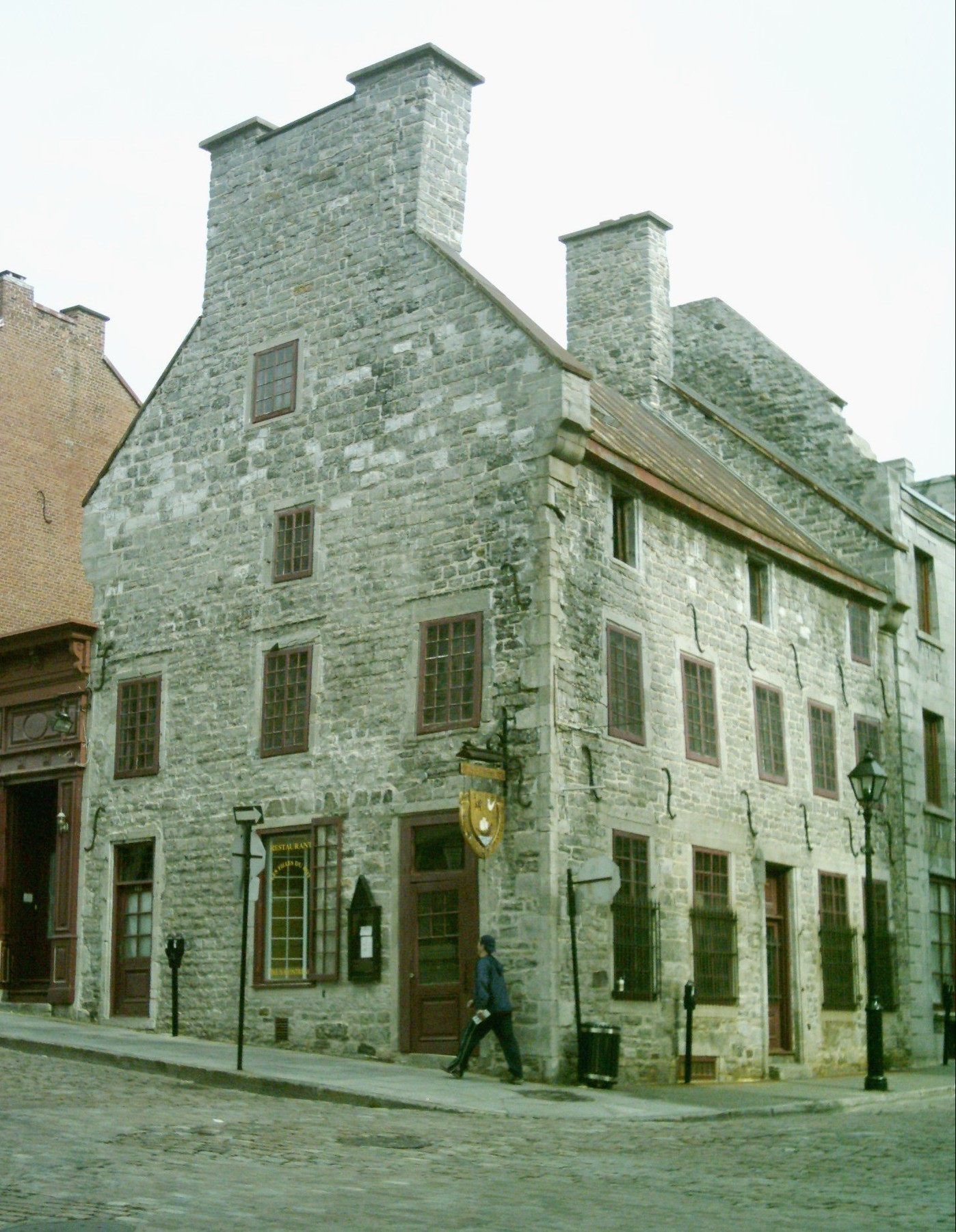
Maison Pierre du Calvet

Après la faillite de la Société Notre-Dame, les sulpiciens, arrivés en 1657, deviennent en 1663 les seigneurs de Montréal. C'est le régime seigneurial. Le roi de France prend pouvoir sur la colonie. Il leur donne l'île de Montréal à condition d'y tenir feu et lieu et assurent le développement par la culture. En 1665, le roi envoie une milice de 1200 hommes, le Régiment de Carignan-Salières. Ce sont les sulpiciens qui organisent la seigneurie. On doit à François Dollier de Casson l’établissement de la première grille des rues de la colonie à partir des sentiers existants. Les premières rues sont tracées, dont la rue Notre-Dame, la rue Saint-Paul et la rue Saint-Jacques. Cette grille d‘origine est toujours visible aujourd’hui. Enfin, les bâtiments de l'époque sont l'Hôtel-Dieu de Montréal, le Vieux Séminaire de Saint-Sulpice et l'première église Notre-Dame qui sera remplacée plus tard par la Basilique Notre-Dame.
Au début du XVIIIe siècle, le nom de Montréal (qui à l’origine désignait l’île) remplace peu à peu celui de Ville-Marie. Il s’agit d’une véritable colonie française où le rêve initial de faire cohabiter les colons et les Amérindiens s’est estompé. L’arrivée en 1657 de Marguerite Bourgeoys qui fondera la Congrégation de Notre-Dame, puis la venue des jésuites et des récollets en 1692 contribue à donner à cette colonie son caractère catholique.

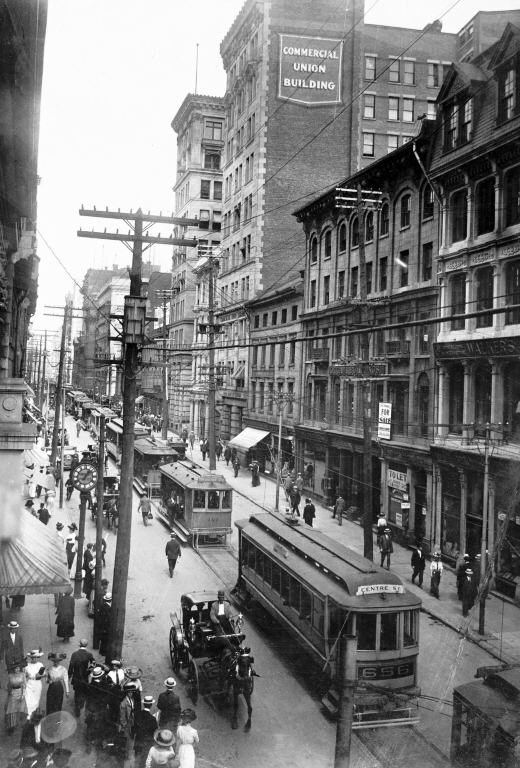
Le Vieux-Montréal vers 1910.

Les anciennes fortifications de Montréal, érigées en 1717 par Gaspard-Joseph Chaussegros de Léry, ingénieur du roi, démolies au début du XIXe siècle, marquent les frontières de Montréal à l'époque. On craint d'être envahis par les britanniques. Les fortifications sont d'ailleurs construites de façon à prévoir un futur agrandissement intra muros. Bien que les murs protègent d'éventuelles attaques (en fait, elles n'ont jamais servi), on fait face à un autre problème majeur de l'époque : une grande concentration de maisons en bois jumelées chauffées au feu de bois fut la cause de nombreux incendies dévastateurs. En 1721, Montréal reçoit une ordonnance royale de France pour interdire les constructions en bois. Les bâtiments devront être alors de maçonnerie. Le rappel constant de cette ordonnance montre qu'elle n'était pas toujours respectée. L'ordonnance limitait l'utilisation du bois uniquement à la toiture et sa charpente, ce qui pouvait quand même avoir des conséquences graves quand on combinait le feu à de forts vents. Seuls les riches de l'époque et les communautés religieuses pourront se permettre de construire en pierre, les autres devront quitter les fortifications pour s'installer dans les faubourgs ou ignorer l'ordonnance.

## Présence britannique

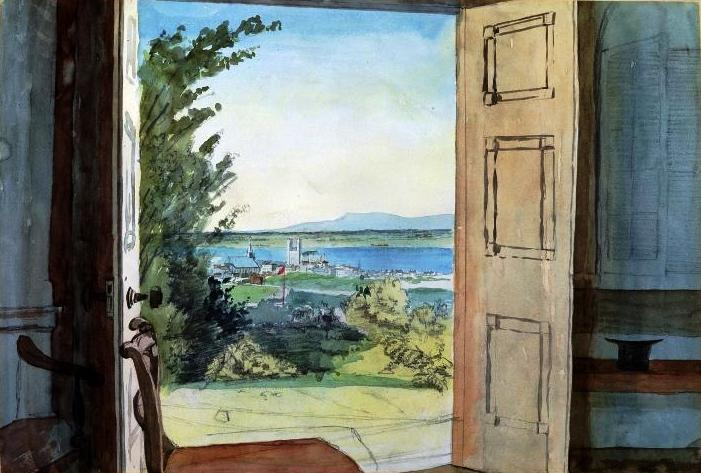
Vieux-Montréal, aquarelle de Henry William Cotton, 1848

La Nouvelle France devient colonie britannique en 1763. Même si les conséquences de la Conquête ne se font pas sentir immédiatement, elles marqueront de façon indélébile le visage du Vieux-Montréal. Jusqu’à la fin du XVIIIe siècle, l’impact est peu visible, les méthodes de construction héritées du régime français continuant à se perpétuer. Cependant, la méfiance des autorités britanniques à l’égard des communautés religieuses catholiques va provoquer le départ de plusieurs d’entre elles hors du Vieux-Montréal. 

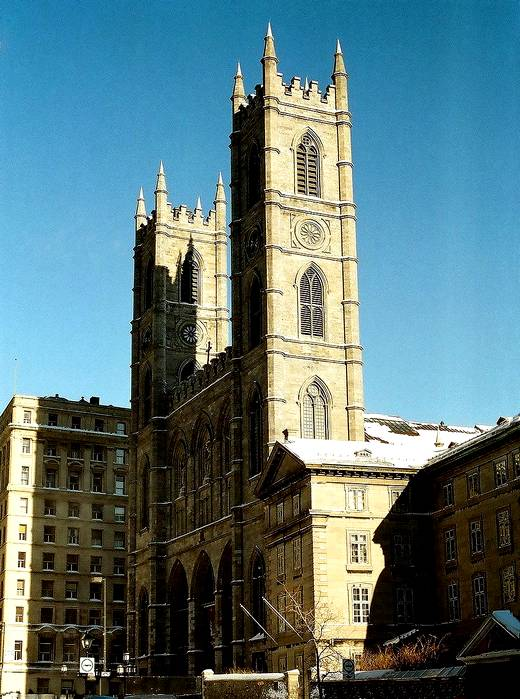
La Basilique Notre-Dame de Montréal : la façade date de 1830

Outre l'impact progressif de la présence britannique, les incendies modifieront considérablement le visage du Vieux-Montréal au XVIIIe et au XIXe siècle. Le mode de construction et la densité accrue ont rendu les incendies plus dramatiques et de nombreuses conflagrations ont contribué à reconfigurer le Vieux-Montréal. À lui seul, l'Hôtel-Dieu passera trois fois au feu.
Les incendies de 1765 et 1768 raseront près de la moitié des constructions du Vieux-Montréal. En mai 1765, le feu détruit environ 110 maisons avant de brûler l’ancien hôtel de Callière et l’ancien hôpital général. En avril 1768, 88 maisons entre la rue Saint-Jean-Baptiste et l’Hôtel Vaudreuil sont brûlées en plus du couvent de la Congrégation Notre-Dame. Dans les années qui suivront, la ville sera rebâtie de façon beaucoup plus dense.
Le 6 juin 1803, un violent incendie détruit la prison, l’église et les dépendances des jésuites, une douzaine de maisons et l’ancienne résidence du Marquis de Vaudreuil. Deux spéculateurs achetèrent le terrain de Vaudreuil, en offrirent le tiers à la Ville et divisèrent le reste en sept lots qu’ils revendirent. L’espace concédé à la Ville devint la nouvelle Place du Marché, appelée Marché Neuf avant de prendre en 1845 le nom actuel de Place Jacques-Cartier. L’espace qu’occupait l’église des jésuites devient la Place Vauquelin, et c’est dans les anciens jardins des jésuites que l’on construira en 1873 l'hôtel de ville.

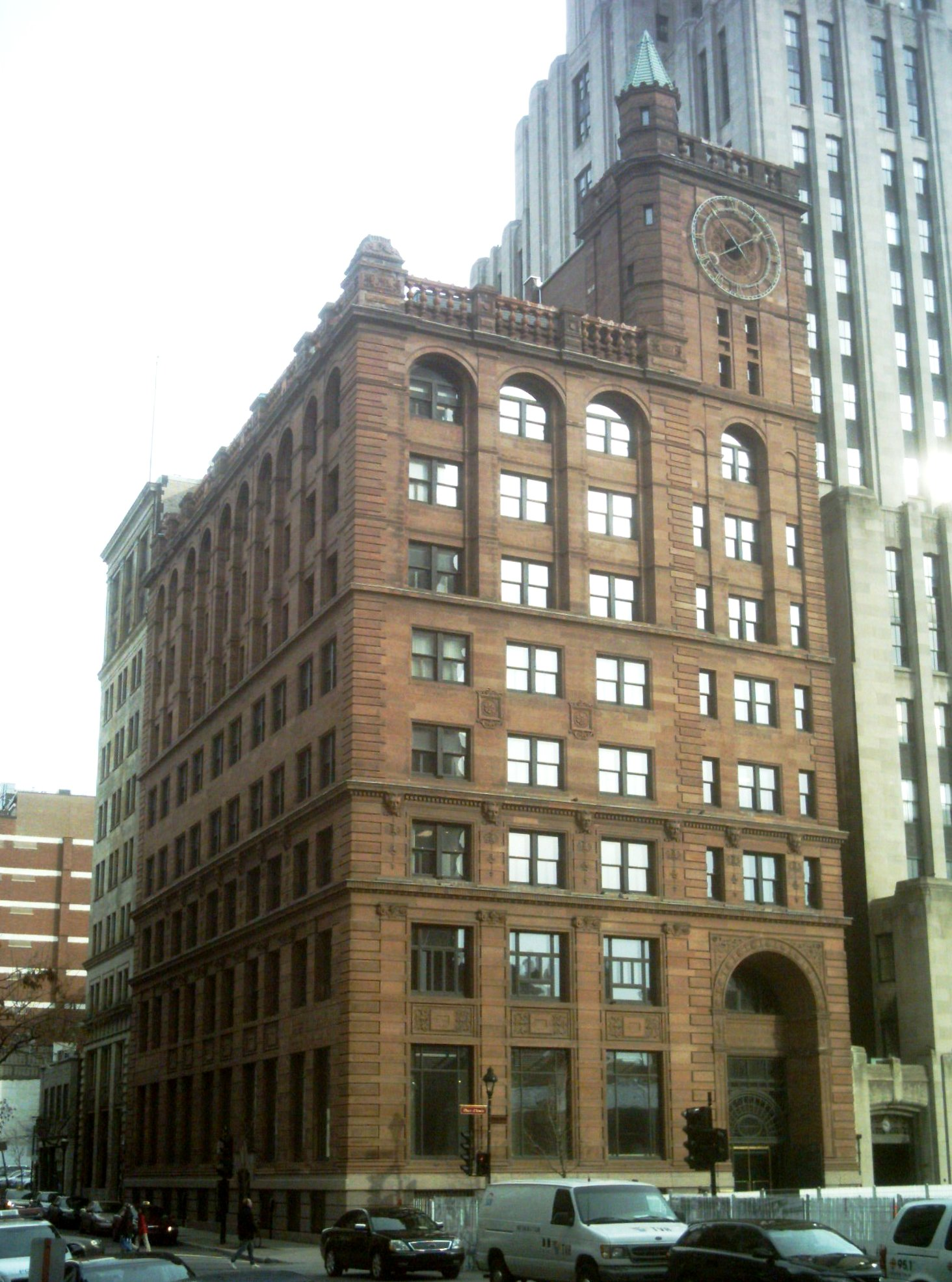
Sur la Place d'Armes, le premier gratte-ciel au Canada, Édifice New York Life, 1887-1889

En 1821, un incendie détruit la Mansion House, un luxueux hôtel datant de 1815 qui abrita la première bibliothèque publique de Montréal riche de plus de 7000 volumes. On le remplace par le British-American Hotel auquel fut adjoint le premier théâtre permanent le Théâtre Royal où se produira Charles Dickens. L'hôtel brûla en 1833 et c'est à cet endroit que sera construit en 1845 le Marché Bonsecours.
En 1849, c’est une émeute qui provoquera un incendie dont les conséquences seront politiques quand, pour protester contre une loi qu’ils dénonçaient, les conservateurs mirent le feu au parlement du Canada qui siégeait dans l’ancien Marché Sainte-Anne sur la Place d'Youville. À la suite de ces incidents, le parlement déménagera dans la nouvelle capitale, Ottawa. L’ironie du sort veut que ce soit précisément là où le parlement a brûlé que soit construite la première caserne de pompiers de Montréal (1903) : l’édifice est devenu le Centre d'histoire de Montréal.
La première transformation radicale que les autorités entreprennent, à partir de 1804, est la destruction des fortifications qui ceinturent le cœur de Montréal. Le confinement au sein d’une enceinte fortifiée avait déterminé une utilisation très dense de l’espace et provoqué un début d’exode hors les murs où il sera possible de construire de luxueuses résidences sises sur de vastes terrains. Achevée vers 1815, la disparition des remparts agrandit alors le périmètre du quartier et le décloisonne des faubourgs tout en rendant plus fluide la circulation sur l'île.

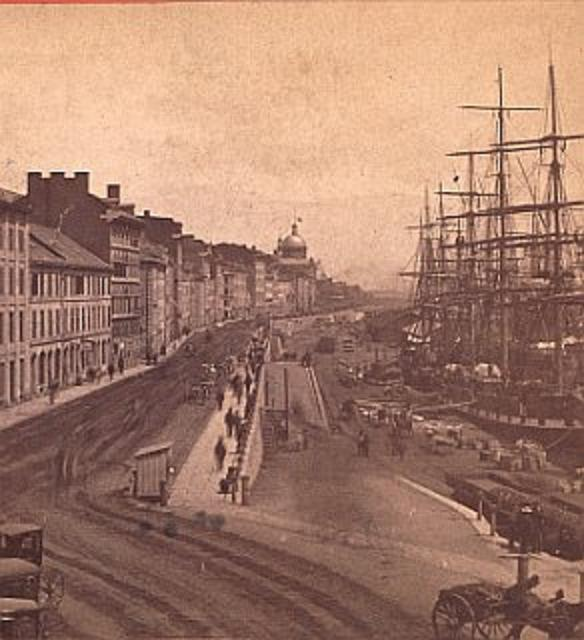
Port de Montréal en 1875

Le XIXe siècle verra émerger une classe de bourgeois commerçants très différente de l’aristocratie de l'Ancien Régime à la recherche de privilèges. Grâce à la présence du port, une vaste activité commerciale modifiera le paysage urbain avec l’apparition des maisons-magasins, dont le rez-de-chaussée-sert au commerce, et les étages sont résidentiels. Cependant, ce type de bâtiment sera progressivement remplacé par des magasins-entrepôts avec, aux différences étages, les comptoirs, salles de montre, ateliers de réparation et salles d’expédition et de réception. Ce type de construction implique que le Vieux-Montréal est de moins en moins un espace résidentiel : les riches commerçants se font construire de somptueuses résidences plus près de la montagne.
Mais la présence anglo-saxonne se fait particulièrement sentir dans le domaine bancaire et financier. Toute l’activité commerciale suppose une infrastructure financière que l’on retrouve principalement rue Saint-Jacques surnommée le Wall Street de Montréal. Ce sont les grandes banques, comme la Banque de Montréal ou la Banque Royale, les compagnies d’assurance ou les bourses. Tous ces édifices sont en pierre de taille, dans un style néo-classique et conçus par des architectes anglo-saxons.
Il en est de même pour les édifices institutionnels comme le Vieux Palais de Justice, la Douane, le Marché Bonsecours et même la Basilique Notre-Dame dont la façade est l’œuvre d’un Irlandais protestant de New York, James O’Donnell. La seule exception notable sera l'hôtel de ville de Montréal, inspiré de l'hôtel de ville de Rennes. Par rapport aux constructions en pierre des champs pratiquées sous le régime français, le style victorien qui s’impose dans la seconde moitié du XIXe siècle modifie considérablement l’aspect du Vieux-Montréal.

## Du déclin au renouveau

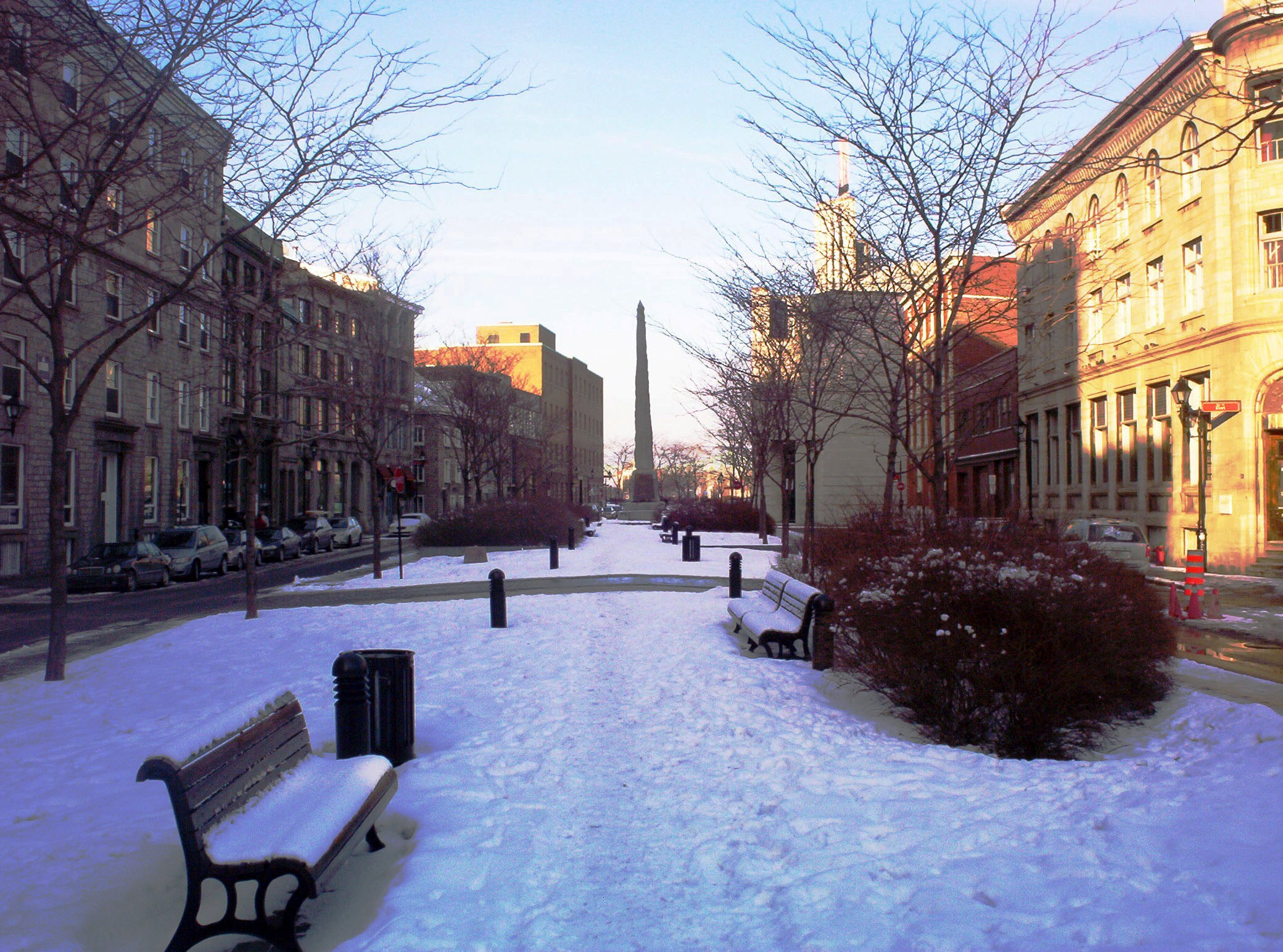
La Place d'Youville réaménagée en 1999.

Au début du XXe siècle, le dynamisme du quartier ne se dément pas comme en témoignent la construction d’édifices prestigieux tel l’Édifice Aldred (1929-1931), l'édifice La Sauvegarde (1913) ou la première Bourse (1903-1904). Les activités portuaires, le secteur financier, la justice et l’administration municipale contribuent à maintenir une activité constante jusqu’à la grande crise de 1929. Mais les éléments d’un déclin imminent ne manquent pas.
Le déménagement des installations portuaires beaucoup plus à l’est va priver le Vieux-Montréal de nombreuses entreprises liées au commerce maritime, laissant à l’abandon plusieurs entrepôts ou édifices commerciaux. Le déplacement progressif du centre-ville quelques rues plus au nord et le départ presque complet des résidents (il n’en restait plus que quelques centaines en 1950) a pour conséquence de vider complètement le quartier à la fermeture des bureaux. L’absence quasi totale de vie nocturne donne au quartier une réputation de secteur à éviter la nuit.
Par ailleurs, le Vieux-Montréal aura à payer son tribut au culte de l’automobile : dès qu’un édifice est détruit, l’espace ainsi libéré devient un terrain de stationnement. Les espaces les plus prestigieux, comme la Place d'Armes, la Place d'Youville ou la Place Jacques-Cartier seront au milieu du XXe siècle couverts d’automobiles. Un stationnement à étages juste à côté du Château Ramezay contribuera également à défigurer encore davantage le secteur.
Pour les autorités municipales, le Vieux-Montréal est une sorte d’anomalie : l'intérêt patrimonial du quartier semble leur échapper complètement. Des projets d’urbanisme envisagent l’élargissement des rues, ce qui impliquerait que de nombreuses constructions anciennes soient rasées. Mais ce qui déclenchera la mobilisation pour sauver le Vieux-Montréal, c’est un projet absurde d’autoroute[style à revoir] surélevée le long du fleuve au-dessus de la rue de la Commune. L'urbaniste d'origine hollandaise Daniel van Ginkel réussira à convaincre les autorités d'abandonner ce projet, sauvant en quelque sorte le Vieux-Montréal. C’est à partir de ces protestations que commence à s’affirmer une conscience patrimoniale qui aboutira, en 1964, au classement de la plus grande partie du quartier comme arrondissement historique, même si en même temps, le gouvernement québécois commettra un ultime « massacre » en rasant plusieurs constructions du XIXe siècle pour élever un nouveau Palais de Justice : ce sera la dernière grande blessure.

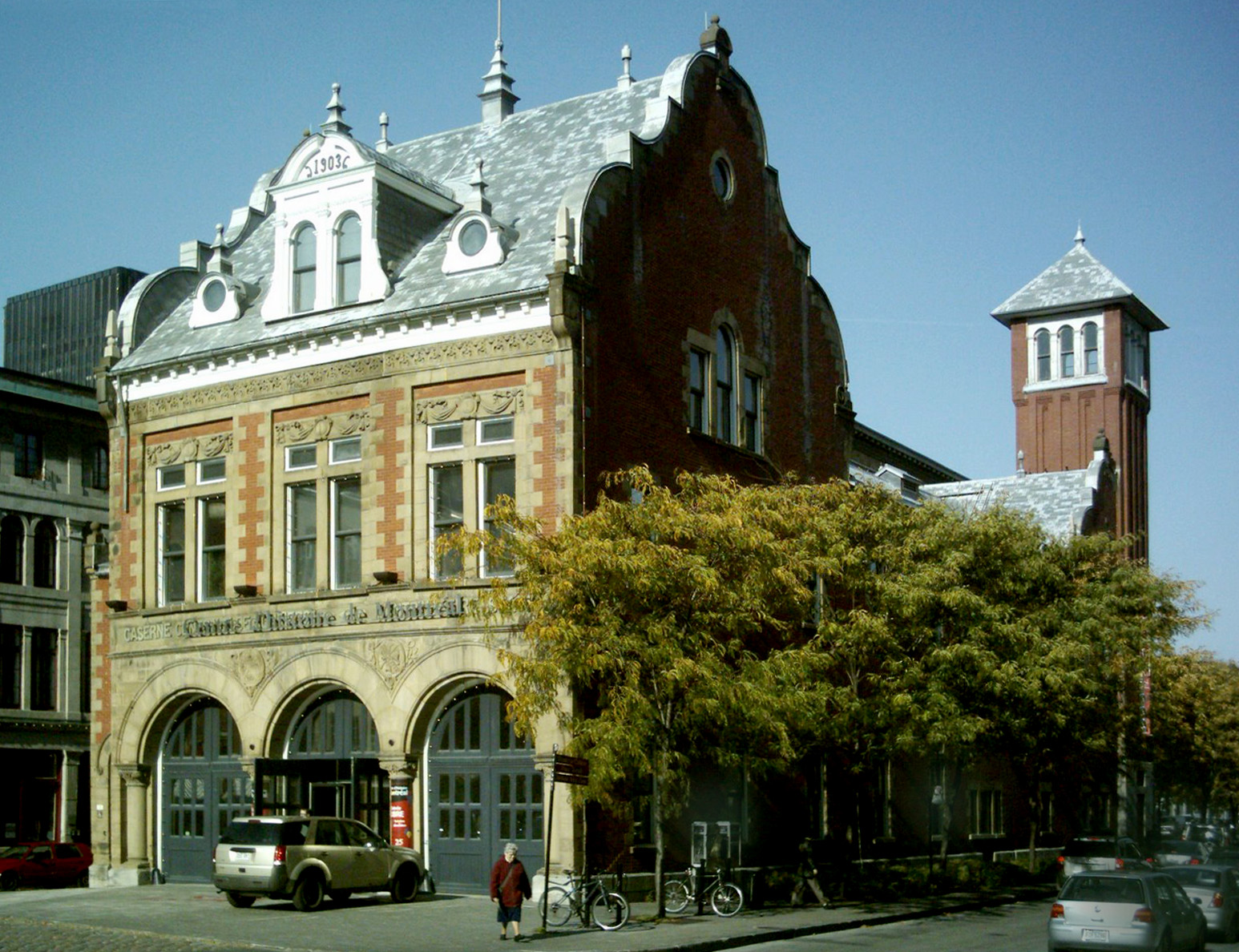
Centre d'histoire de Montréal

La revitalisation commence par l’inventaire, la mise aux normes et le recyclage des édifices à l’abandon. Ils sont transformés en bureaux ou en copropriétés résidentielles. Le processus est souvent coûteux, mais la restauration donne aux édifices un cachet qu’on ne trouve nulle part ailleurs.
Outre le retour constant des résidents, le quartier redevient intéressant pour l’hôtellerie. Au XIXe siècle, tous les grands hôtels étaient dans le Vieux-Montréal. En 1980, il n’y en avait plus aucun. En 2009, il y en a à nouveau une vingtaine, la plupart dans des constructions anciennes recyclées qui leur donne un caractère unique. Un flot continu de touristes et la présence des nouveaux résidents rendent possible la vie nocturne soutenue et l'animation du quartier.
Par ailleurs, les autorités municipales ont investi des sommes conséquentes pour renouveler le mobilier urbain. La Place Jacques-Cartier et une partie de la Place d'Youville ont été réaménagées et une restauration complète de la Place d'Armes est en cours. Un plan-lumière fut également élaboré pour mettre en évidence les différents styles de façades. À cause de la très grande variété de styles architecturaux, le Vieux-Montréal est également devenu une destination pour de nombreux tournages cinématographiques qui profitent ainsi d'un décor unique.
Tout le monde reconnaît aujourd’hui que l’héritage historique et patrimonial de Vieux-Montréal constitue son attrait majeur. En mettant en valeur des édifices anciens et en comblant les espaces vacants avec de nouvelles constructions, le quartier acquiert un dynamisme qui augmente d'autant son pouvoir d'attraction; il s’agit de la première destination touristique de Montréal.

## Impact de la pandémie de Covid-19
Durant la pandémie de Covid-19, le tourisme était absent du district, qui est ensuite devenu un centre de manifestations civiles contre les couvre-feux, et d'autres mesures sanitaires, et des célébrations dans les rues quand les restrictions ont été assouplies. En juin 2021, le Toronto Star a reporté : « avec la fermeture des bars au centre-ville, le Vieux-Montréal et ses plusieurs Airbnb ont devenu une aire de jeu pour les criminels ». La société du Vieux Port de Montréal a ensuite imposé un couvre-feu de minuit à 6h sur l'aire du Vieux Port (toutes les propriétés au sud de la Rue de la Commune) en réponse.
Pourtant, quand la violence dans le quartier a diminué, bien que l'aire du Vieux Port a maintenu son couvre-feu de minuit à 6h, le Vieux-Montréal est devenu un hub touristique à nouveau. Des nouveaux restaurants ont ouvert leurs portes dans le quartier, incluant une terrasse au bord de l'eau nommée Les Terrasses de la Marina dans le Vieux Port. Le Vieux-Montréal a aussi vu sa toute première épicerie de grande surface ouvrant leurs portes à distance de marche du quartier quand IGA a ouvert leurs portes sur le Boulevard Robert-Bourassa en août 2021,.

## Attraits

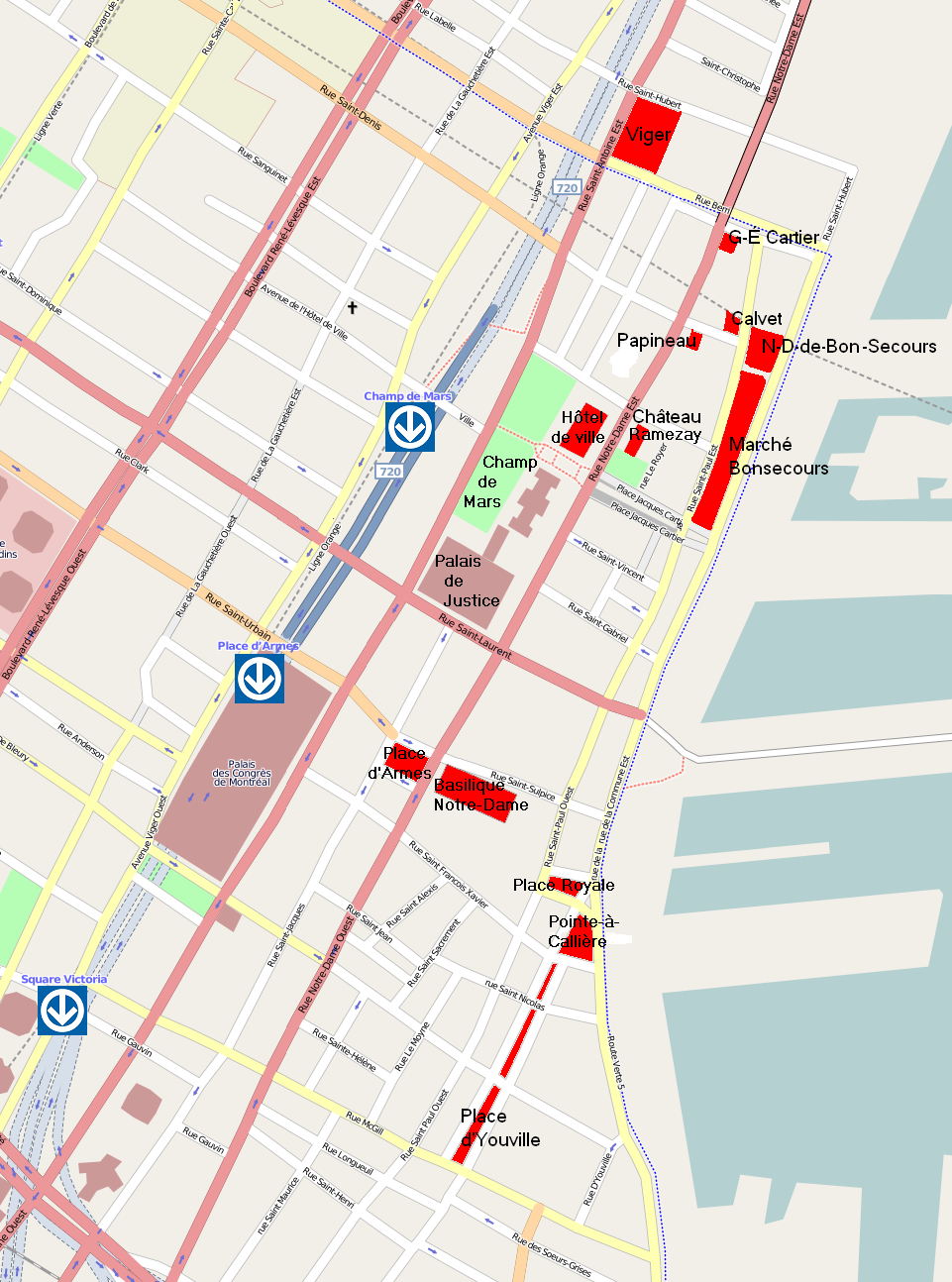
Carte du Vieux-Montréal et ses principaux attraits

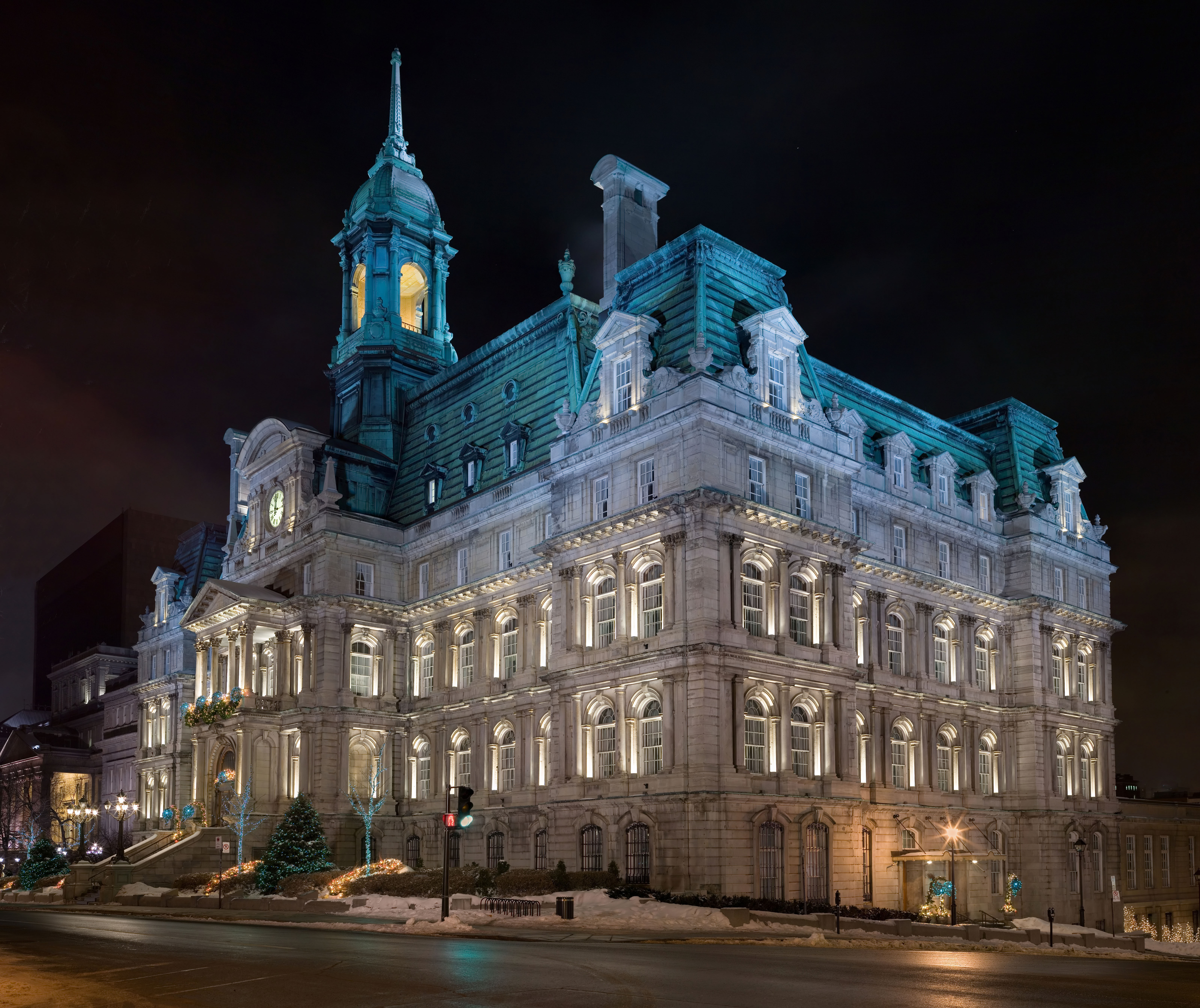
Hôtel de ville de Montréal

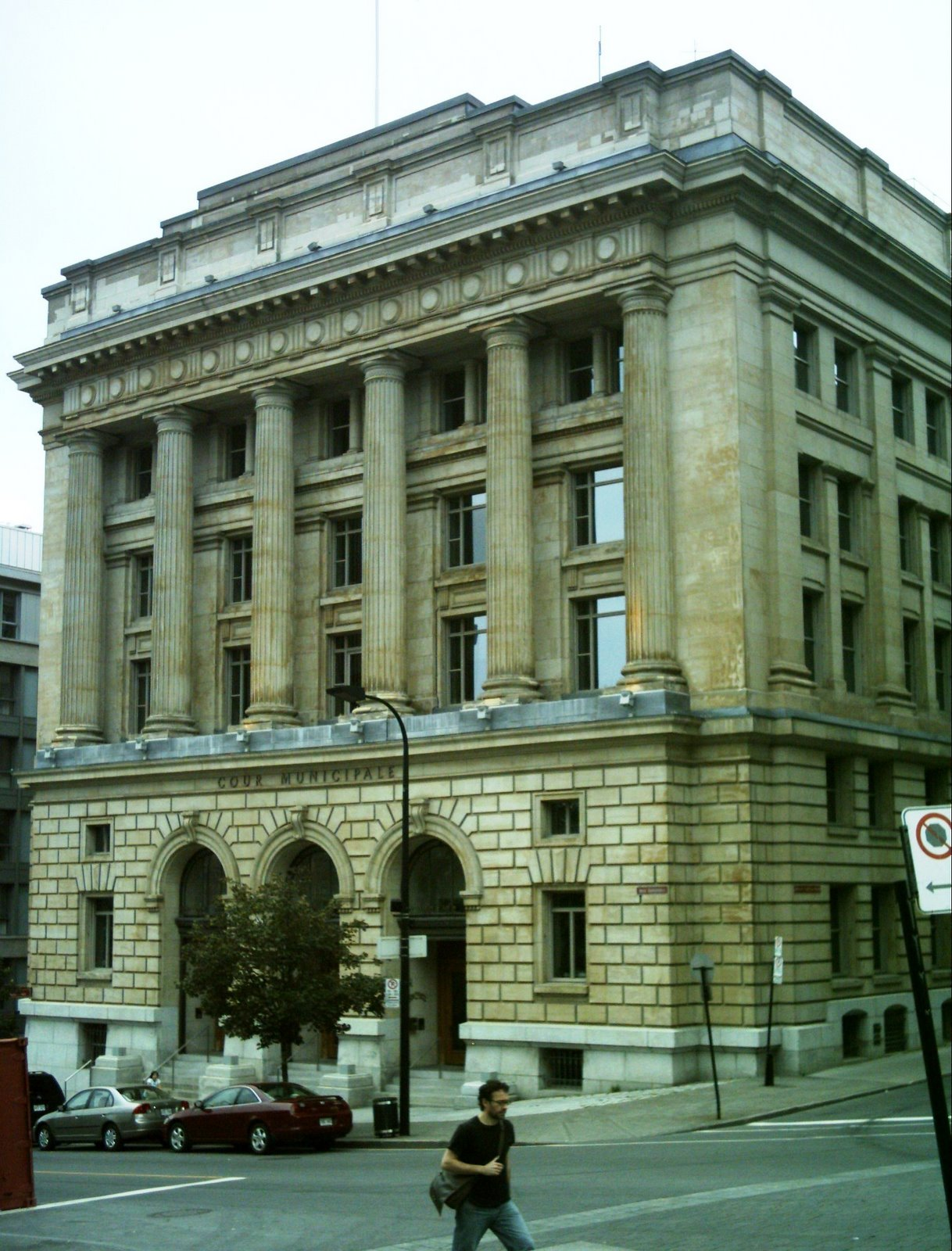
Cour municipale de Montréal

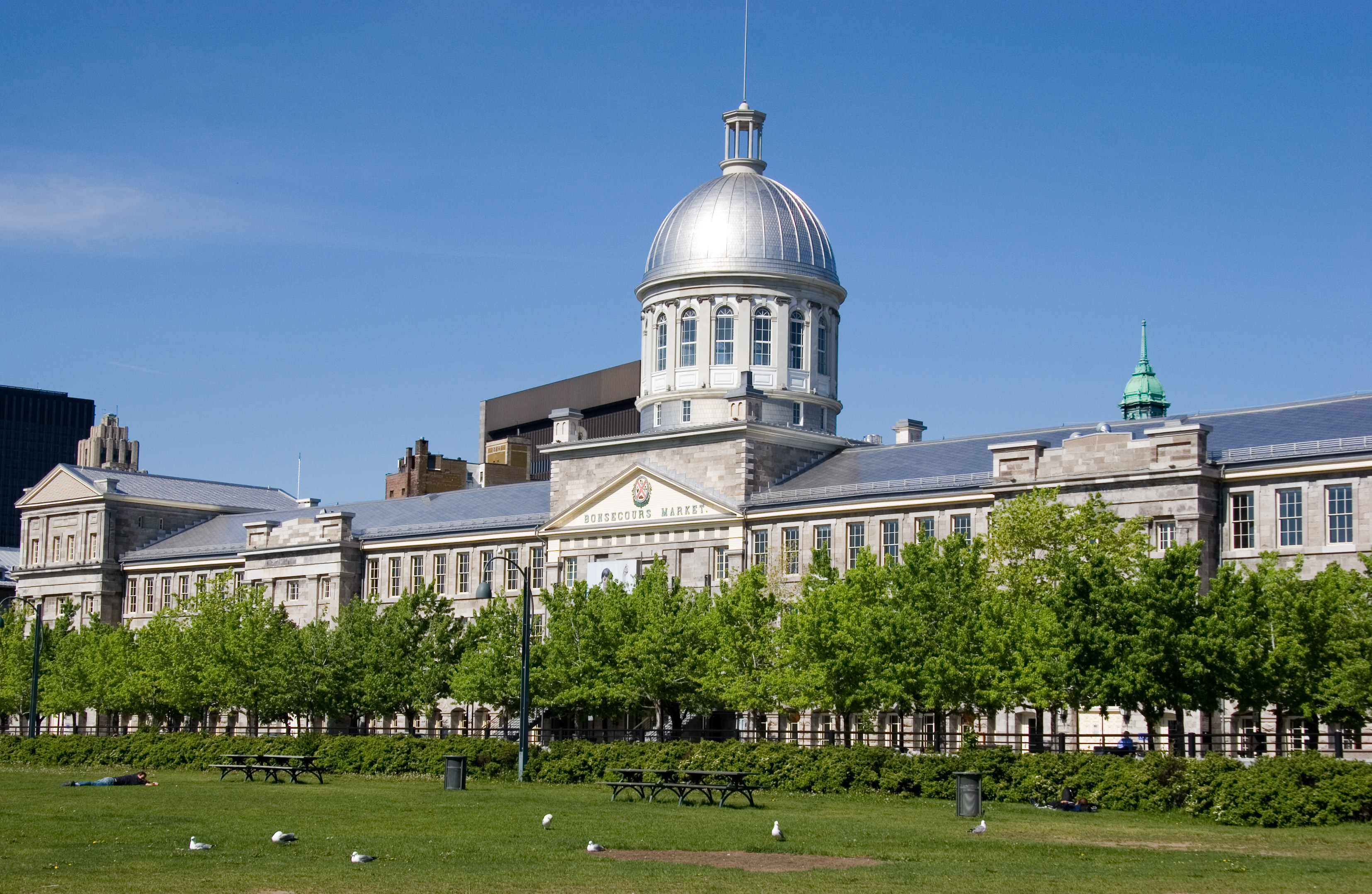
Marché Bonsecours

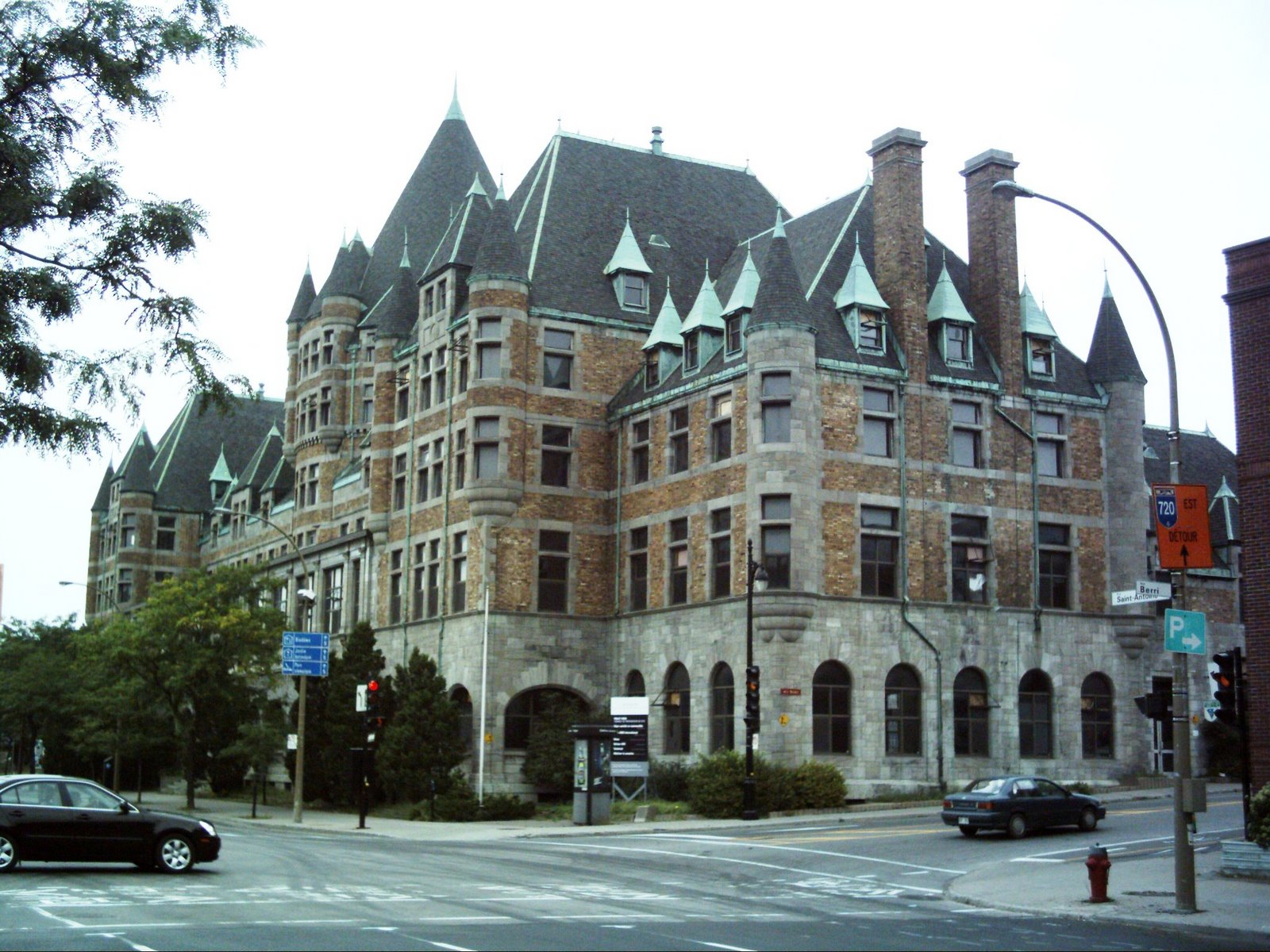
Édifice Jacques-Viger

Le Vieux-Montréal est un des secteurs touristiques les plus populaires de Montréal mais aussi du Québec et du Canada. À la fin des années 1990, on estimait que le Vieux-Montréal recevait plus de 11 millions de visiteurs.
On y trouve plusieurs places publiques d'importance (Place d'Armes, Place Jacques-Cartier) ainsi que la très visitée Basilique Notre-Dame de Montréal qui reçoit durant l'été plus de 2500 visiteurs par jour.
La trame muséale y est passablement développée puisqu'on peut y visiter sept (7) musées dont plusieurs très fréquentés, par exemple : Musée Pointe-à-Callière, Château Ramezay, Musée Marguerite-Bourgeoys et la Chapelle Notre-Dame-de-Bon-Secours, etc.
Le Vieux-Montréal ne compte plus que sept édifices datant du régime français (qui prend fin en 1763); le Vieux Séminaire de Saint-Sulpice (1684), l'ancien hôpital général (1693), le château Ramezay (1705), la Maison Clément-Sabrevois de Bleury (1747), la Maison Brossard-Gauvin (1750), une petite dépendance associé à l'ensemble Maison Papineau non accessible par la rue (1752) et la Maison Dumas (1757).
- Les stations de métro les plus proches sont:
  - Champ-de-Mars
  - Place-d'Armes
  - Square-Victoria

Au nord :
- Champ-de-Mars
- Cour municipale de Montréal

Au centre :
- La Place d'Armes entourée de:
  - Édifice de la Banque de Montréal
  - Édifice New York Life, 1887-1889
  - Édifice Aldred, 1929-1931
  - Basilique Notre-Dame de Montréal
  - Vieux Séminaire de Saint-Sulpice
  - Calèches du Vieux-Montréal
- Des traces du premier Hôtel-Dieu de Montréal
  - Les Cours Le Royer
- Édifice de la Banque Royale (1926-1928)

Vers l'est :
- Palais de justice de Montréal
  - Édifice du service des finances ou ancien palais de justice (Édifice Lucien-Saulnier)
  - Édifice Ernest-Cormier
  - Place Vauquelin
- Hôtel de ville de Montréal
  - Complexe Chaussegros-de-Léry
- Place Jacques-Cartier
  - Place De La Dauversière
- Château Ramezay

Complètement à l'est :
- Lieu historique national du Canada de Sir-George-Étienne-Cartier
- Édifice Jacques-Viger
- Gare Dalhousie

Vers le sud :
- Maison Papineau
- Maison Pierre du Calvet
- Chapelle Notre-Dame-de-Bon-Secours
  - Musée Marguerite-Bourgeoys
- Marché Bonsecours

Au sud-ouest :
- Place d'Youville
  - Centre d'histoire de Montréal
  - Ancien Hôpital Général
  - Place de la Grande-Paix
  - Monument aux pionniers
- Pointe-à-Callière, musée d'archéologie et d'histoire de Montréal
  - Place Royale
  - Édifice de la première Douane de Montréal

## Piétonisation
Lors d'un Sommet climat Montréal en mai 2023, la mairesse Valérie Plante annonce qu'un premier quadrilatère du Vieux-Montréal sera réservé aux piétons à compter de l’été 2024.

## Centres d'intérêt à proximité
- Vieux-Port de Montréal
- Centre des sciences de Montréal
- Fleuve Saint-Laurent

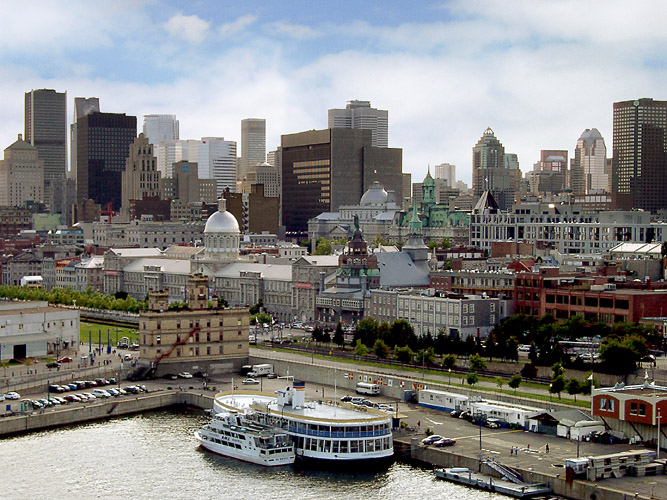
Vieux-Port de Montréal

- Quartier international de Montréal
- Cité du Multimédia